# Баркане, Ингрида Кристаповна
Ингрида Кристаповна Баркане (латыш. Ingrīda Barkāne; род. 18 января 1948, Лиепая), в девичестве Вербеле (латыш. Verbele) — советская латвийская легкоатлетка, специалистка по бегу на короткие дистанции и барьерному бегу. Выступала за сборную СССР по лёгкой атлетике в 1960-х и 1970-х годах, обладательница бронзовой медали чемпионата Европы, чемпионка Европы в помещении, многократная победительница и призёрка первенств всесоюзного значения, бывшая рекордсменка мира в эстафете 4 × 400 метров, участница летних Олимпийских игр в Мехико. Представляла Ригу и физкультурно-спортивное общество «Динамо». Мастер спорта СССР международного класса. Тренер-преподаватель.

## Биография
Ингрида Вербеле родилась 18 января 1948 года в городе Лиепая Латвийской ССР.
В возрасте 12 лет занялась плаванием, а спустя четыре года перешла в лёгкую атлетику. Проходила подготовку в Риге под руководством заслуженного мастера спорта и заслуженного тренера СССР Леонида Владимировича Бартенева, выступала за всесоюзное физкультурно-спортивное общество «Динамо».
Впервые заявила о себе в лёгкой атлетике на международном уровне в сезоне 1966 года, когда вошла в состав советской сборной и выступила на Европейских юниорских легкоатлетических играх в Одессе, где выиграла бронзовую медаль в беге на 400 метров.
В 1967 году на чемпионате страны в рамках IV летней Спартакиады народов СССР в Москве получила серебро на дистанции 400 метров и в эстафете 4 × 200 метров.
В 1968 году на чемпионате СССР в Ленинакане вновь стала серебряной призёркой в 400-метровой дисциплине. Благодаря этому удачному выступлению удостоилась права защищать честь страны на летних Олимпийских играх в Мехико — здесь в программе 400 м дошла до стадии полуфиналов.
В июне 1969 года на соревнованиях в Минске вместе с партнёршами по латвийской команде установила мировой рекорд в эстафете 4 × 400 метров — 3:43.2
В 1970 году на чемпионате СССР в Минске уже под фамилией Баркане получила серебро в индивидуальном беге на 400 метров и в эстафете 4 × 400 метров.
На чемпионате СССР 1972 года в Москве вновь стала серебряной призёркой в эстафете 4 × 400 метров.
В 1973 году на чемпионате СССР в Москве взяла бронзу в индивидуальном беге на 400 метров и в составе латвийской команды завоевала серебряную награду в эстафете 4 × 400 метров. Позднее на Кубке Европы в Эдинбурге так же была второй в эстафете.
На чемпионате СССР 1974 года в Москве одержала победу в эстафете 4 × 400 метров. На чемпионате Европы в Риме дошла до полуфинала в беге на 400 метров, тогда как в эстафете вместе с соотечественницами Интой Климовича, Надеждой Ильиной и Натальей Соколовой завоевала бронзовую награду, установив при этом всесоюзный рекорд — 3.26,1.
В 1975 году выиграла эстафету 4 × 320 метров на чемпионате Европы в помещении в Катовице, была второй в беге на 400 метров и лучшей в эстафете 4 × 400 метров на VI летней Спартакиаде народов СССР в Москве (этой победе латвийских спортсменок посвящён документальный фильм Vienība режиссёра Ансиса Эпнерса), заняла третье место в эстафете на Кубке Европы в Ницце.
В 1977 году на чемпионате СССР в Москве получила серебро в 400-метровом барьерном беге и взяла бронзу в эстафете 4 × 400 метров.
На чемпионате Европы 1978 года в Праге стартовала в беге на 400 метров с барьерами, став в финале седьмой. На чемпионате СССР в Тбилиси выиграла бронзовую медаль в эстафете 4 × 200 метров.
Завершила спортивную карьеру по окончании сезона 1979 года.
За выдающиеся спортивные достижения удостоена почётного звания «Мастер спорта СССР международного класса».
Муж Витольд Барканс — известный советский гребец, чемпион СССР по академической гребле, так же участвовавший в Олимпиаде в Мехико.
Окончила Латвийский государственный институт физической культуры. Работала тренером-преподавателем по лёгкой атлетике.